# Skrodzieński
Skrodzieński, Skrodzieński Potok, Potok Skrodne, Skrodne, Potok Skradne – potok, prawy dopływ Ochotnicy o długości 4,28 km i powierzchni zlewni 4,19 km². Płynie w granicach wsi Ochotnica Dolna w województwie małopolskim, w powiecie nowotarskim, w gminie Ochotnica Dolna.
Potok wypływa na wysokości około 950 m na dnie dolinki wcinającej się w grzbiet po południowo-wschodniej stronie szczytów Ferków Gronik i Jaworzynka Gorcowska. Spływa dnem tej dolinki wciosowej w kierunku południowo-wschodnim przez należące do miejscowości Ochotnica Dolna osiedle Skrodne. Przecina drogę asfaltową z Tylmanowej przez Ochotnicę Górną i nieco poniżej drogi uchodzi do Ochotnicy na wysokości około 540 m.
Wzdłuż koryta Skrodzieńskiego prowadzi droga asfaltowa ślepo kończąca się przy ostatnich zabudowaniach osiedla Skrodne.